# 테오스

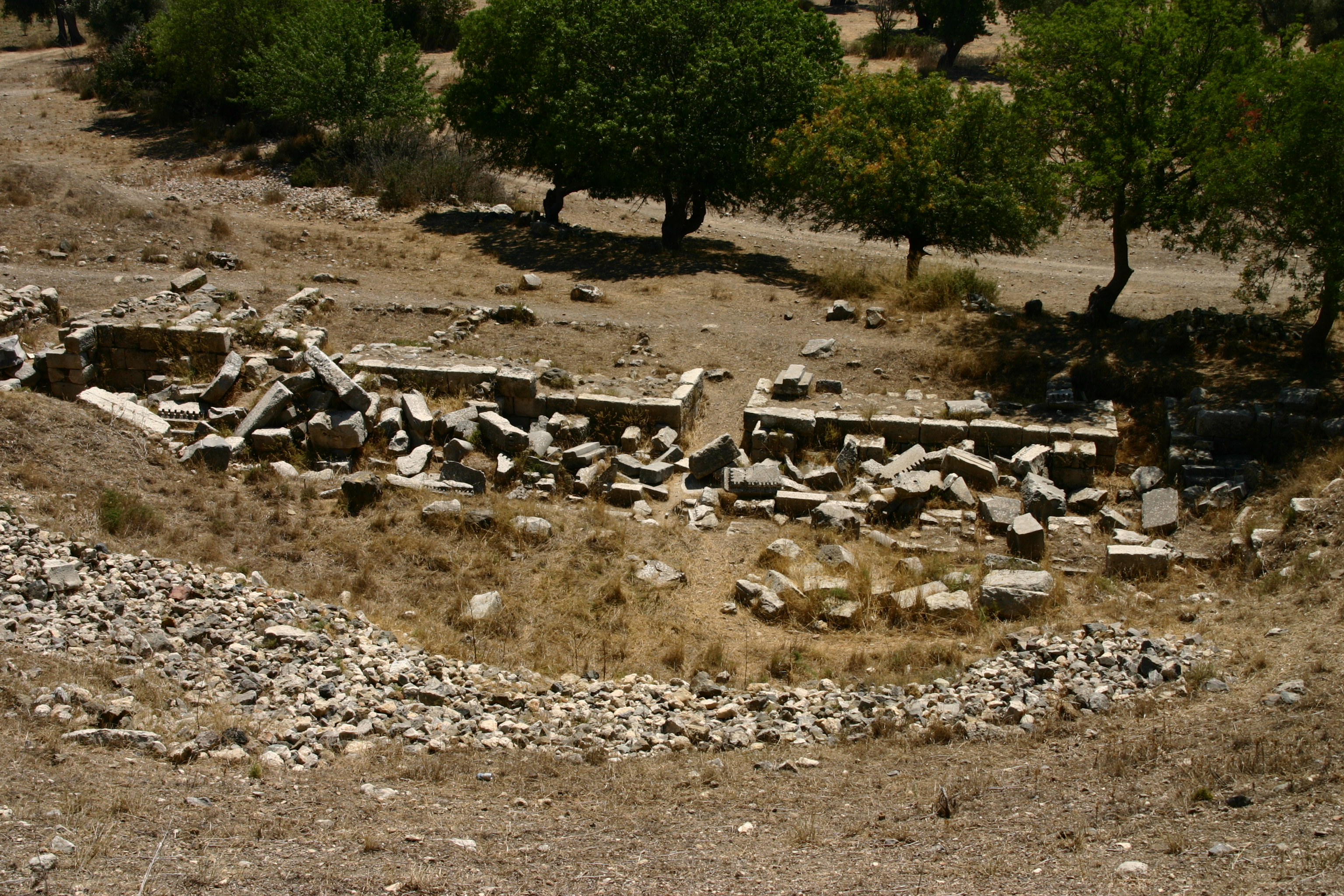

테오스(그리스어: Τέως) 또는 테오는 이오니아의 해양 도시로 키트리움과 미오네수스 사이의 반도에 위치하며 오르코메누스, 미니야, 이오니아와 보에오티아에 의해 식민지가 되었다. 그곳은 시인 아나크레온과 스키티누스, 사학자 헤카테우스, 소피스트 프로타고라스, 지리학자 안드론 그리고 아리스토텔레스의 작품 보존자 아펠레콘의 탄생지이다.
테오스는 번영하는 항구 도시로 두 작은 항만을 지녔으며 기원전 540년 키루스 대왕이 리디아와 이오니아를 침입하였다.